# لوسيا مايا
لوسيا مايا (بالإسبانية: Lucía Maya)‏ هي نحّاتة ورسامة مكسيكية، ولدت في 1953.

## وصلات خارجية
- الموقع الرسمي